# Скобельцын, Владимир Степанович
Влади́мир Степа́нович Скобельцы́н (12 марта 1872, Курск — 4 января 1944, По, Франция) — русский генерал, герой Первой мировой войны, участник Белого движения. Дед актрисы Эдит Скоб и велосипедиста Мишеля Скоба.

## Биография
Православный. Из дворян Курской губернии.
Окончил Орловский Бахтина кадетский корпус (1890) и 1-е военное Павловское училище (1892), был выпущен подпоручиком в лейб-гвардии Московский полк.
Чины: поручик (1896), штабс-капитан (1899), капитан ГШ (1899), подполковник (1903), полковник (1907), генерал-майор (1914).
В 1899 году окончил Николаевскую академию Генерального штаба (по 1-му разряду).
Служил обер-офицером для особых поручений при штабе 7-го армейского корпуса (1902—1903), столоначальником Главного Штаба (1903—1905) и ГУГШ (1905—1906), помощником делопроизводителя ГУГШ (1906—1907).
В 1907—1910 годах был прикомандирован к Павловскому военному училищу для преподавания военных наук. В 1910 был назначен начальником штаба 2-й Финляндской стрелковой бригады.
В Первую мировую войну командовал 2-м Финляндским стрелковым полком (1914—1915), служил начальником штаба 17-го армейского корпуса (1915—1917), участвовал в Брусиловском прорыве. Был награждён орденом Святого Георгия 4-й степени (1915) и Георгиевским оружием (1916, за отличие командиром 2-го Финляндского стрелкового полка). В 1917 году командовал 2-й Туркестанской стрелковой дивизией (март—апрель), 1-й Финляндской стрелковой дивизией (апрель—июль).
С октября 1918 служил в армии Украинской державы, с мая 1919 — в Белом движении на севере России. Командовал войсками на Петрозаводском направлении (1919—1920), преобразованными в Олонецкую добровольческую армию. В феврале 1920 она отошла в Финляндию под давлением Красной армии.
С 1921 в эмиграции во Франции. Состоял членом Общества офицеров Генштаба и Объединения лейб-гвардейского Московского полка во Франции.
Скончался в 1944 году в городе По.

## Награды
- Орден Святого Станислава 3-й ст. (1900);
- Орден Святой Анны 3-й ст. (1904);
- Орден Святого Станислава 2-й ст. (1906);
- Орден Святой Анны 2-й ст. (1910);
- Орден Святого Владимира 4-й ст. (1913);
- Орден Святого Георгия 4-й ст. (ВП 09.09.1915);
- Орден Святого Станислава 1-й ст. с мечами (1916);
- Георгиевское оружие (ВП 02.02.1916).